# Dekadski brojevni sustav
Dekadski brojevni sustav je sustav s brojevnom bazom 10, što znači da ima 10 znamenki te je sve brojeve dekadskog sustava moguće predstaviti pomoću znamenki 0-9. Brojevna baza 10 koristi se u gotovo cijelom svijetu kao standardna brojevna baza.
Brojevi se u ovom sustavu tvore kombiniranjem znamenki:
- 0 - nula
- 1 - jedan
- 2 - dva
- 3 - tri
- 4 - četiri
- 5 - pet
- 6 - šest
- 7 - sedam
- 8 - osam
- 9 - devet

### Dekadske jedinice
| Stotisućice | Desettisućice | Tisućice | Stotice | Desetice | Jedinice |
| ----------- | ------------- | -------- | ------- | -------- | -------- |
| 0           | 0             | 0        | 0       | 4        | 7        |

Primjerice, četrdeset sedam piše se kombinacijom znamena 4 i 7, a izgleda kao 47. Ako znamenkama zamijenimo mjesta, to više nije isti broj.
U dekadskom sustavu svaki se cijeli broj sastoji od određenog broja jedinica, desetica, stotica, itd. Te vrijednosti nazivamo dekadskim jedinicama. Njihov je položaj u nekom broju uvijek isti. Ovakav se brojevni sustav naziva pozicijskim (pozicija-položaj). Budući da je s desna vrijednost svake sljedeće dekadske jedinice deset puta veća, za taj se sustav kaže da mu je baza 10. Cjelovitu brojčanu vrijednost nekog dekadskog broja dobijemo tako da se zbroje iznosi njegovih pojedinih dekadskih jedinica: na primjer, ako je to broj 47, njegov iznos dobijemo kao zbroj četiriju desetica i sedam jedinica. Matematički se dekadske jedinice izražavaju potencijama broja 10 (jer mu je to baza): jedinica je 100 = 1, desetica je 101 = 10, stotica je 102 = 100 itd.